# Sven Effert
Sven Effert (* 31. März 1922 in Aachen; † 9. Januar 2000 ebenda) war ein deutscher Facharzt für Kardiologie und seit 1966 Ordinarius für Innere Medizin am Universitätsklinikum Aachen der TH Aachen sowie Gründer des dortigen Helmholtz-Instituts für Biomedizinische Technik, als dessen Direktor er ab 1970 wirkte.

## Leben und Wirken
Sven Effert war der Sohn des Geschäftsführers der Schumacher Metallwerke GmbH, Edgar Effert, und der Sängerin Else Effert, geborene Philips. Nach seinem Abitur im Jahr 1940 am Kaiser-Wilhelm-Gymnasium Aachen und Ableistung eines mehrmonatigen Reichsarbeitsdienstes studierte Sven Effert Medizin an den Hochschulen in Bonn und Freiburg im Breisgau und legte 1943 in Bonn die Ärztliche Vorprüfung ab. Anschließend wurde er als Feldunterarzt in die Wehrmacht einberufen und kam Anfang 1945 in amerikanische Gefangenschaft. Nach seiner Entlassung konnte er sein Studium an der Medizinischen Akademie in Düsseldorf fortsetzen und dort abschließen. 1948 wurde er dort auch zum Dr. med. promoviert.
Danach wechselte Effert zu den Städtischen Krankenanstalten Düsseldorf, wo er bei Erich Boden seine internistische Facharztlaufbahn absolvierte. Im Jahr 1952 wurde er dort als wissenschaftlicher Assistent übernommen und erhielt die Gelegenheit, für mehrere Monate in der Röntgenabteilung zu hospitieren. Nach der Emeritierung Erich Bodens arbeitete Effert unter Franz Grosse-Brockhoff, der ab 1954 Direktor der Medizinischen Klinik I in Düsseldorf wurde und dort gemeinsam mit Ernst Derra ein Zentrum für Herzchirurgie aufbaute. Im Jahr 1959 habilitierte sich Effert bei Grosse-Brockhoff und wurde zunächst zum Dozenten für Innere Medizin und 1965 zum außerplanmäßigen Professor und Oberarzt der I. Medizinischen Klinik ernannt. Zusammen mit dem Kardiologen Heinz-Joachim Sykosch war Effert 1961 an der ersten Implantation eines Herzschrittmachers in Deutschland beteiligt.
Im Jahr 1966 folgte Effert einem Ruf an das neu eingerichtete Universitätsklinikum Aachen, wo er als Ordinarius und Ärztlicher Direktor die Leitung der Klinik für Innere Medizin I übernahm. 1972 erhielt er von der Ärztekammer Nordrhein die Zulassung als Facharzt für Kardiologie. Effert versah diesen Dienst bis zu seiner Emeritierung im Jahr 1988 und starb nach kurzer Krankheit am 9. Januar 2000.
Efferts wissenschaftliches Interesse galt vor allem dem Gebiet der Biomedizintechnik. Bereits 1967 richtete er an der RWTH Aachen eine Arbeitsgruppe Bioelektronik ein, die ausschlaggebend dafür war, dass 1971 die von Effert angeregte Gründung des „Helmholtz-Instituts für Biomedizinische Technik“ von der Stiftung Volkswagenwerk für den Standort Aachen genehmigt und gefördert wurde. Effert übernahm bis 1975 zudem die Leitung dieses neuen Instituts. Darüber hinaus sorgte er für international anerkannte Impulse in der Weiterentwicklung der Echokardiografie, in der Herzschrittmachertherapie und in der Intensivmedizin.
Sven Effert wurde 1980 Präsident der Deutschen Gesellschaft für Herz- und Kreislaufforschung, war Mitglied und seit 1990 Ehrenmitglied in der Deutschen Gesellschaft für Kardiologie (DGK) und leitete 1981 als Vorsitzender und Tagungspräsident die Jahrestagung der DGK in Aachen. Nachdem Effert von der DGK bereits mit dem „Paul-Morawitz-Preis“ ausgezeichnet worden war, erhielt er 1999 mit der „Carl-Ludwig-Ehrenmedaille“ die höchste Auszeichnung der Gesellschaft für langjährige herausragende wissenschaftliche Arbeiten auf dem Gebiet der Herz- und Kreislaufforschung.
In Erinnerung an Effert wurde von der DGK der mit 5.000 € dotierte „Sven-Effert-Preis“ ins Leben gerufen, der im Zeitraum von 2002 bis 2012 jährlich an experimentelle und klinische Wissenschaftler auf dem Gebiet der Interventionellen Kardiologie verliehen wurde. Nach Einstellung dieser Ehrung wurde ab 2014 der „Sven-Effert-Posterpreis“ ausgeschrieben, der seitdem die drei besten präsentierten Poster für die jährlichen DGK-Herztage mit 3.000 €, 2.000 € und 1.500 € prämiert.
Darüber hinaus war Effert Rotarier, „International Fellow“ der American Heart Association sowie berufenes Mitglied in der Deutschen Akademie der Naturforscher Leopoldina und Mitglied in der Nordrhein-Westfälischen Akademie der Wissenschaften und der Künste. Für seine Lebensleistung wurde Effert mit dem Bundesverdienstkreuz der Ersten Klasse ausgezeichnet.

## Schriften (Auswahl)
- Untersuchungen über Körpergröße und Körpergewicht von Schulkindern mit Hilfe der Großzahlforschung. Dissertation, Düsseldorf 1948
- Der derzeitige Stand der Ultraschallkardiographie. Habilitationsschrift, Düsseldorf 1959
- Echokardiographie, zusammen mit Peter Hanrath und Walter Bleifeld, Springer 1979
- Neue Wege der Therapie des akuten Herzinfarktes. Westdeutscher Verlag, Opladen 1987